# Воронеж I
Воро́неж I — узловая железнодорожная станция Лискинского региона Юго-Восточной железной дороги, находящаяся в городе Воронеже Воронежской области. Станция является главным вокзалом города.

## Описание
Станция была открыта в 1867—1868 годах как конечный пункт железнодорожной линии Козлов (Мичуринск) — Воронеж. 20 декабря 1867 года прибыл первый пробный поезд, в этом же году началось строительство вокзала. 30 января 1868 года состоялось торжественное открытие железнодорожной станции и дороги. 1 февраля отправление 1-го поезда Воронеж — Москва.
В 1895 году было построено новое большое здание вокзала.
Во время оккупации Воронежа немецко-фашистскими захватчиками (июль 1942 года — 25 января 1943 года) здание вокзала было взорвано.
Современное здание было построено в 1954 году по проекту московского архитектора Владимира Скаржинского под руководством действительного члена Академии архитектуры СССР Каро Алабяна. Оно расположено параллельно платформам и представляет собой двухэтажное сооружение, в центре которого находится возвышенная часть с главным вестибюлем. В сторону путей она оформлена большой остеклённой аркой, в центре которого размещается большой стеклянный витраж, а в сторону площади — подковообразным выступом фасада.
Над пилястрами центрального и боковых ризалитов, выше карниза, со стороны площади установлены скульптуры (скульптор В. Ф. Буримов), усиливающие ритм вертикалей, являющимися композиционной основой образа вокзала. В 1996 году бетонные фигуры, пришедшие в негодность, были заменены на копии из листовой меди (скульпторы Э. Н. Пак, И. П. Дикунов).
Несмотря на свой малый для наших дней размер, вокзал благодаря хорошим пропорциям, чёткой прорисовке деталей и светло-жёлтой окраске имеет парадный и монументальный вид. Интерьеры главного вестибюля, залов ожидания, ресторана и касс оформлены с использованием естественного и искусственного мрамора, лепнины и скульптурных деталей и имеют торжественный и строгий вид.
В августе 2019 года на бывших грузовых путях, расположенных на вокзале Воронеж-I, открылась выставка железнодорожной техники, ранее работавшей на Юго-Восточной железной дороге.

## Сообщение по станции

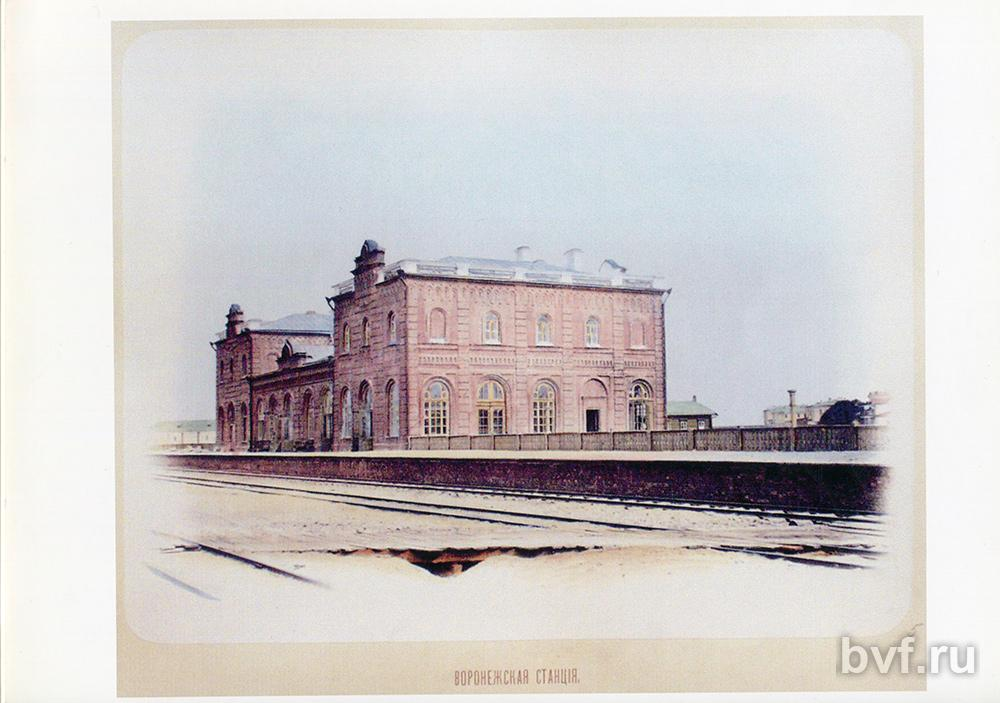
Здание ж/д вокзала Воронежа. Около 1868 года

### Пригородное сообщение
От станции Воронеж I отправляются электропоезда на Рамонь (рамонское направление), Грязи (Усмань, Мичуринск и т. д., мичуринское направление), а также на Лиски, Россошь, Валуйки (ростовское и белгородское направления).
По графику 2023 года на станции останавливаются следующие электропоезда:
| № поезда                          | Маршрут движения            | Время отправления | Дни          |
| --------------------------------- | --------------------------- | ----------------- | ------------ |
| На Плехановскую, Касторную        |                             |                   |              |
| 7107/7109                         | Воронеж I — Курск           | 05:27             | сб           |
| 7111/7113                         | Воронеж I — Белгород        | 06:50             | сб           |
| 7103/7105                         | Воронеж I — Курск           | 06:50             | вс           |
| 6336                              | Усмань — Плехановская       | 07:05             | ежедневно    |
| 6303                              | Воронеж I — Нижнедевицк     | 07:25             | по будням    |
| 6338                              | Графская — Плехановская     | 07:45             | пн — чт      |
| 6415                              | Лиски — Плехановская        | 09:22             | ежедневно    |
| 6403                              | Лиски — Плехановская        | 11:06             | ежедневно    |
| 7115/7117                         | Воронеж I — Белгород        | 17:02             | сб           |
| 7121/7123                         | Воронеж I — Курск           | 17:02             | вс           |
| 6617/6619                         | Воронеж I — Касторная-Новая | 17:43             | ежедневно    |
| 6356                              | Усмань — Плехановская       | 19:20             | по будням    |
| 6622                              | Графская — Плехановская     | 19:20             | сб           |
| На Грязи, Мичуринск               |                             |                   |              |
| 6333                              | Воронеж I — Графская        | 05:00             | ежедневно    |
| 6639                              | Воронеж I — Рамонь          | 08:15             | кроме вт, чт |
| 6341                              | Плехановская — Грязи        | 08:49             | ежедневно    |
| 6647                              | Воронеж I — Мичуринск       | 11:38             | ежедневно    |
| 6445                              | Воронеж I — Усмань          | 13:47             | ежедневно    |
| 6347                              | Воронеж I — Графская        | 15:35             | кроме вс     |
| 6353                              | Плехановская — Усмань       | 16:52             | ежедневно    |
| 6355                              | Плехановская — Рамонь       | 17:36             | ежедневно    |
| 6357                              | Воронеж I — Усмань          | 18:30             | по будням    |
| 6359                              | Воронеж I — Грязи           | 19:50             | ежедневно    |
| 6361                              | Плехановская — Рамонь       | 20:42             | ежедневно    |
| На Лиски                          |                             |                   |              |
| 6404                              | Воронеж I — Лиски           | 06:03             | ежедневно    |
| 6408                              | Воронеж I — Лиски           | 08:33             | ежедневно    |
| 6410                              | Воронеж I — Лиски           | 09:25             | по выходным  |
| 6412                              | Воронеж I — Лиски           | 11:15             | кроме вт     |
| 6414                              | Воронеж I — Лиски           | 15:10             | ежедневно    |
| 6416                              | Воронеж I — Лиски           | 15:50             | по будням    |
| 6418                              | Воронеж I — Лиски           | 17:25             | ежедневно    |
| 6002/6008                         | Воронеж I — Кантемировка    | 17:54             | пт           |
| 6420/6344                         | Плехановская — Россошь      | 18:50             | ежедневно    |
| 6422                              | Воронеж I — Лиски           | 20:18             | ежедневно    |
| Конечная станция (время прибытия) |                             |                   |              |
| 6334                              | Рамонь — Воронеж I          | 06:40             | ежедневно    |
| 6304                              | Касторная-Новая — Воронеж I | 06:46             | по будням    |
| 6421                              | Лиски — Воронеж I           | 07:14             | ежедневно    |
| 6338                              | Графская — Воронеж I        | 07:40             | пт           |
| 6340                              | Грязи — Воронеж I           | 08:08             | ежедневно    |
| 6443/6419                         | Россошь — Воронеж I         | 08:18             | ежедневно    |
| 6306                              | Нижнедевицк — Воронеж I     | 08:28             | по будням    |
| 7114/7112                         | Белгород — Воронеж I        | 11:07             | сб           |
| 7120/7122                         | Курск — Воронеж I           | 11:08             | вс           |
| 6344                              | Грязи — Воронеж I           | 11:57             | пт, сб, вс   |
| 6002/6004/6344                    | Елец — Воронеж I            | 11:57             | пн — чт      |
| 6011                              | Лиски — Воронеж I           | 12:51             | по будням    |
| 6648                              | Рамонь — Воронеж I          | 14:08             | пн, ср, пт   |
| 6646                              | Графская — Воронеж I        | 14:08             | по выходным  |
| 6350                              | Грязи — Воронеж I           | 16:47             | ежедневно    |
| 6411                              | Лиски — Воронеж I           | 17:46             | ежедневно    |
| 6409                              | Лиски — Воронеж I           | 18:19             | по выходным  |
| 6413                              | Лиски — Воронеж I           | 19:44             | ежедневно    |
| 7106/7104                         | Курск — Воронеж I           | 20:20             | вс           |
| 6656                              | Мичуринск — Воронеж I       | 20:50             | вс           |
| 6358                              | Рамонь — Воронеж I          | 21:14             | ежедневно    |
| 6005/6009                         | Россошь — Воронеж I         | 21:59             | вс           |
| 7118/7116                         | Белгород — Воронеж I        | 22:10             | сб           |
| 7110/7108                         | Курск — Воронеж I           | 22:10             | пт           |
| 6417                              | Лиски — Воронеж I           | 22:40             | ежедневно    |

### Дальнее следование
Является станцией прибытия поездов с конечным пунктом Воронеж, а также части проходящих поездов, следующих с севера на юг и обратно с заходом на станцию. Многие из таких поездов не заезжают на Воронеж I и следуют исключительно по левому берегу реки Воронеж с непродолжительной стоянкой по станции Придача. 
Также через станцию следуют поезда со стороны касторенского ЖД узла и в обратном направлении.
По состоянию на декабрь 2018 года через станцию курсируют следующие поезда дальнего следования:
| Круглогодичное обращение поездов | Круглогодичное обращение поездов | Круглогодичное обращение поездов | Круглогодичное обращение поездов |
| № поезда                         | Маршрут движения                 | № поезда                         | Маршрут движения                 |
| -------------------------------- | -------------------------------- | -------------------------------- | -------------------------------- |
| 25 «Воронеж»                     | Воронеж — Москва                 | 26 «Воронеж»                     | Москва — Воронеж                 |
| 35 «Северная Пальмира 2-этажный» | Адлер — Санкт-Петербург          | 36 «Северная Пальмира 2-этажный» | Санкт-Петербург — Адлер          |
| 37                               | Воронеж — Санкт-Петербург        | 38                               | Санкт-Петербург — Воронеж        |
| 61                               | Нальчик — Москва                 | 62                               | Москва — Нальчик                 |
| 83                               | Адлер — Москва                   | 84                               | Москва — Адлер                   |
| 109                              | Анапа — Москва                   | 110                              | Москва — Анапа                   |
| 123/124                          | Белгород — Новосибирск           | 123/124                          | Новосибирск — Белгород           |
| 143                              | Кисловодск — Курск               | 144                              | Курск — Кисловодск               |
| 145 «Ингушетия»                  | Назрань — Москва                 | 146 «Ингушетия»                  | Москва — Назрань                 |
| 149                              | Минеральные Воды — Минск         | 150                              | Минск — Минеральные Воды         |
| 301                              | Адлер — Минск                    | 302                              | Минск — Адлер                    |
| 305                              | Сухум — Москва                   | 306                              | Москва — Сухум                   |
| 359                              | Адлер — Калининград              | 360                              | Калининград — Адлер              |
| 381                              | Грозный — Москва                 | 382                              | Москва — Грозный                 |
| 389                              | Анапа — Минск                    | 390                              | Минск — Анапа                    |
| 737 «Двухэтажный состав»         | Воронеж — Москва                 | 738 «Двухэтажный состав»         | Москва — Воронеж                 |
| 739 «Двухэтажный состав»         | Воронеж — Москва                 | 740 «Двухэтажный состав»         | Москва — Воронеж                 |

| Сезонное обращение поездов | Сезонное обращение поездов     | Сезонное обращение поездов | Сезонное обращение поездов     |
| № поезда                   | Маршрут движения               | № поезда                   | Маршрут движения               |
| -------------------------- | ------------------------------ | -------------------------- | ------------------------------ |
| 155                        | Анапа — Москва                 | 156                        | -                              |
| 187                        | Новороссийск — Архангельск     | 188                        | Архангельск — Новороссийск     |
| 201                        | Имеретинский курорт — Москва   | 202                        | Москва — Имеретинский курорт   |
| 221                        | через Придачу                  | 222                        | Архангельск — Анапа            |
| 259                        | Анапа — Санкт-Петербург        | 260                        | через Придачу                  |
| 261                        | Адлер — Архангельск            | 262                        | Архангельск — Адлер            |
| 267                        | через Придачу                  | 268                        | Сосногорск — Новороссийск      |
| 283                        | через Придачу                  | 284                        | Череповец — Анапа              |
| 459                        | Адлер — Тамбов                 | 460                        | Тамбов — Адлер                 |
| 467                        | Имеретинский курорт — Смоленск | 468                        | Смоленск — Имеретинский курорт |
| 479                        | Сухум — Санкт-Петербург        | 480                        | Санкт-Петербург — Сухум        |
| 481                        | Новороссийск — Москва          | 482                        | Москва — Новороссийск          |
| 505                        | Новороссийск — Тамбов          | 506                        | Тамбов — Новороссийск          |
| 513                        | Анапа — Тамбов                 | 514                        | Тамбов — Анапа                 |
| 539                        | через Придачу                  | 540                        | Кострома — Анапа               |
| 541                        | Адлер — Москва                 | 542                        | Москва — Адлер                 |
| 563                        | Анапа — Москва                 | 564                        | Москва — Анапа                 |
| 683                        | Воронеж — Белгород             | 684                        | Белгород — Воронеж             |